# Chiesa di San Pietro in Vincoli (Borgomaro)
La chiesa di San Pietro in Vincoli è un luogo di culto cattolico situato nella frazione di Ville San Pietro, lungo la strada provinciale 25, nel comune di Borgomaro in provincia di Imperia. La chiesa è sede dell'omonima parrocchia della zona pastorale di Pontedassio della diocesi di Albenga-Imperia.

## Storia e descrizione
Progettata dall'architetto Filippo Marvaldi nel 1770, i lavori per l'edificazione della nuova chiesa di Ville San Pietro furono affidati al maestro Paolo Dorè con la posa della prima pietra nel corso del 1771. Il luogo di culto andò a sostituire la vecchia parrocchiale frazionaria, anch'essa dedicata san Pietro in Vincoli e che fu abbattuta nel 1772.
Con il completamento della struttura principale nel 1773 furono commissionati al maestro Gio Andrea Casella i lavori per la realizzazione dell'altare maggiore, dei capitelli delle lesene e, nel corso del 1774, degli altri due altari delle cappelle laterali. Nel 1776 l'opera poté considerarsi conclusa in tutte le sue parti e verosimilmente consacrata e aperta al culto religioso.
Del precedente edificio parrocchiale, dove effettivamente sorse il nuovo e attuale corpo, rimase l'ottagonale forma dell'annesso campanile che, tuttavia, fu demolito e ricostruito con forma quadrangolare nel 1890 per i danni che provocò il terremoto del 1887; lo stesso sisma che colpì il ponente della Liguria fu la causa del cedimento dell'originaria volta in tufo che, demolita, venne rifatta nella forma attuale.
La struttura della parrocchiale si presenta con la forma ellittica della navata maggiore, con presbiterio rettangolare e due ampie cappelle ai lati. Sia gli interni che gli esterni sono di architettura barocca.